# كريستوفر نيوتن تومسون
كريستوفر نيوتن تومسون (14 فبراير 1919 - 29 يناير 2002) (بالإنجليزية: Christopher Newton Thompson)‏ هو لاعب كريكت جنوب أفريقي. لعب مع نادي جامعة كامبريدج للكريكيت ‏.